# زنود الست (مسلسل)
زنود الست مسلسل سوريا كوميدي من تأليف رازي وردة، وإخراج نذير عواد.

## الفكرة
يتناول المسلسل من خلال حلقات منفصلة، أحداث ومواقف مأخوذة من واقع الحياة اليومية، وتقوم عيشة خانم بحلها، ويعرض في كل حلقة أيضًا طريقة عمل أكلة  من المطبخ الدمشقي، في إطار من المواقف الكوميدية بين عيشة خانم والمحيطين بها.

## الممثلين

### الموسم الأول
- وفاء موصللي.
- مرح جبر.
- رنا جمول.
- هلا يماني.
- جيهان عبد العظيم.
- مرام علي.
- مجد نعيم.
- علا بدر.
- لينا دياب.
- زينة بارافي.
- هنوف خربطلي.
- رشا إبراهيم.
- ساندي النشواني.
- لميس عفيفي.
- رنا أبيض.
- جانيار حسن.
- صفاء رقماني.
- إيفلين حسن.
- ليليا الأطرش.
- صفاء حبي.
- رنا ريشه.
- ربا المأمون.
- مديحة كنيفاتي.
- جهينة نعيم.
- رولا الأبيض.

### الموسم الثاني
- وفاء موصللي بدور عيشة خانم / ام النور
- سامية الجزائري. بدور ام احمد فريزة
- خلود عيسى. بدور سمر
- مديحة كنيفاتي. بدور همسة
- هبة نور.
- رنا أبيض.
- مرح جبر.
- سلمى المصري.
- روعة ياسين.
- غادة بشور.
- سوزان سكاف.
- جمال العلي.
- خالد حيدر.
- لينا دياب.
- جيهان عبد العظيم.
- تولين البكري.
- ربا المأمون.
- ميرنا شلفون.
- رنا جمول.
- غصون الطحان.
- مرام علي.
- سناء سواح.
- رولا الأبيض.
- جانيار حسن.
- ريم عبد العزيز.
- أريج خضور.
- نادين قدور.
- فداء كبرا.
- هيا مرعشلي.
- هلا يماني.
- لينا كرم.
- عهد ديب.
- هنوف خربطلي.
- أندريه سكاف.
- رنا ريشه.
- صفاء رقماني.